# Adesmia hemisphaerica
Adesmia hemisphaerica es una especie de planta floral del género Adesmia, tribu Dalbergieae, subfamilia, Faboideae.

## Distribución
Especie nativa de Argentina. Crece en el bosque subártico.

## Taxonomía
Fue descrita por Hauman y publicada en Apuntes Hist. Nat. 1: 54 (1909).
Etimología
Adesmia: del griego a- (sin) y desme (envoltorio), en referencia a los estambres libres.
hemisphaerica: epíteto que significa hemisférica.